# Sammakkomeer
Het Sammakkomeer, Sammakkojärvi, is een meer in Zweden. Het ligt in de gemeente Gällivare ten zuiden van het dorp Sammakko-Lillberget. Sammakko komt uit het Fins en betekent kikker.